# Обстріли Шосткинської міської громади
Обстріли Шосткинської міської територіальної громади — серія обстрілів та авіаударів російськими військами території міста Шостки та населених пунктів Шосткинської міської громади Сумської області в ході повномасштабного російського вторгнення в Україну.
Наказом Міністерства з питань реінтеграції тимчасово окупованих територій України територія громади з 8 липня 2022 року була внесена до оновленого переліку територій України, де тривають бойові дії, або які перебувають в окупації російських військ. Жителям громади, зареєстрованим як внутрішньо переміщені особи (ВПО), здійснюватимуться виплати

## 2022

### Лютий
Шостка з часу російського вторгнення в Україну 24 лютого 2022 року перебувала в умовах обмеженого оточення. Російські сили періодично рухались біля міста з півночі та з півдня. Навколо Шостки було створено систему оборони та організовано сім озброєних блокпостів. Також в усіх населених пунктах та старостинських округах Шосткинщини були створені загони тероборони, що патрулювали вулиці.
Через півгодини після бою під Глуховом, що почався близько 10 години 24 лютого 2022 року, до Шосткинської лікарні доставили двох поранених.
Після обіду 24 лютого Збройними Силами України було підірвано міст, що йде від Шостки до Новгород-Сіверського через Десну. У наступні дні його намагались відновлювати збройні сили РФ.
26 лютого у місті вперше пролунала бойова тривога через потенційну небезпеку обстрілу Шостки.

### Березень
У ніч з 28 лютого на 1 березня 2022 року на блокпосту поблизу села Миронівка, що на околиці Шостки, зав'язався бій з російською ДРГ. У ході бойових дій загинув теорборонець Олександр Петрущенко з селища Свеса. Ворожу групу було ліквідовано. Також над містом та навколишніми селами літали ворожі дрони. Бійці місцевої тероборони їх обстріляли, після чого вони зникли.
1 березня трагічно загинув командир батальйону територіальної оборони Шостки Сергій Леонтенко. Його поховали 2 березня.
Надвечір 14 березня 2022 року російські війська бомбардували промислові та виробничі об'єкти міста Шостки. Скинули більше 25-ти бомб, які практично зруйнували всі цехи та склади. Казенний завод «Імпульс» та інші підприємства не працювали, тому жертв серед мирного населення не було. Утім, роботу підприємств неможливо відновити. Також пошкоджено більше 30 житлових будинків, школа, садок та поліклініка.

### Квітень
Уранці 8 квітня російські загарбники обстріляли село Собичеве у Шосткинському районі Сумської області. За інформацією голови Сумської ОДА Дмитра Живицького одна людина дістала осколкове поранення. Також пошкоджений житловий будинок мирних мешканців.

### Травень
Близько 19 години 10 травня військові РФ завдали двох ракетно-бомбових ударів по селищу Вороніж на Сумщині. Ймовірно, це були СУ-30СМ, повідомили в пресслужбі оперативного командування «Північ». Обійшлося без людських жертв, — зазначив голова обласної військової адміністрації Дмитро Живицький.
Наступного дня голова Шосткинської громади Микола Нога повідомив про ушкодження 21 будинку та 43 квартир.
|  | "Масові людські жертви відсутні, контузії зазнала одна літня жінка. Сьогодні на місце надзвичайної події планується виїзд спеціальної комісії, з метою технічного обстеження пошкоджених та зруйнованих об'єктів. Триває робота над вдосконаленням алгоритму надання невідкладної медичної допомоги в умовах воєнної агресії", – повідомив 11 травня Микола Нога. |

### Липень
Близько 4 години ранку 5 липня 2022 року росіяни випустили дві ракети по одному з підприємств Шостки, виникла пожежа. Про це відразу повідомив Шосткинський міський голова Микола Нога на своїй сторінці у фейсбук. Дві ракети зруйнували цех, де виробляли харчові продукти, та сусідні господарчі споруди. За інформацією голови Сумської ОВА Дмитра Живицького одна людина отримала поранення. Від вибухової хвилі зазнали пошкоджень щонайменше 24 багатоповерхові житлові будинки: в квартирах вибиті вікна, пошкоджені міжкімнатні двері, зруйновані балкони тощо. Десяткам людей завдані матеріальні збитки. За попередніми даними, пошкоджено більше ніж 100 квартир, зазначили у прокуратурі Сумської області. Там розпочали досудове розслідування за фактом порушення законів та звичаїв війни (ч. 1 ст. 438 КК України). Біля будинків працювала комісія міської ради, яка фіксувала збитки, працювали на місці вибуху і поліцейські.

## 2023

### 31 січня
В місті стався вибух на території державного підприємства - ймовірно, в нього поцілила російська ракета.

## 2024

### 16 квітня
По Шосткинській громаді ворог вдарив з РСЗВ (2 вибухи).

### 20 квітня
З території рф здійснено обстріл з РСЗВ (4 вибухи).

### 28 квітня
Шосткинська громада: ворог бив з РСЗВ (6 вибухів).

### 21 травня
Ворог наніс авіаційний удар, застосувавши БпЛА типу “Шахед”, по енергетичних об’єктах міст Шостки та Конотопа. Ведеться робота з відновлення електропостачання.

### 2 червня
Здійснено обстріл громади касетними боєприпасами (2 вибухи).

### 14 червня
Здійснено обстріл громади ракетою. 1 людина загинула, 7 поранено.

### 29 червня
Здійснено обстріл Шосткинського району автомобіля поліцейських. Службовий автомобіль повністю знищений, поліцейські не постраждали. Отримав поранення місцевий житель, який проходив повз.

### 21 липня
Зранку  ворог наніс ракетно-авіаційний удар по об’єктам критичної інфраструктури Шосткинської громади. Безпілотники зруйнували два об‘єкти теплозабезпечення. Зазнали руйнувань 2 житлових будинків, ряд приміщень соціального значення.

### 23 липня
Ворог наніс авіаційний удар по об’єктам критичної інфраструктури Шосткинської громади.

### 8 серпня
По громаді здійснено авіаудар КАБ.

### 31 грудня
Російська армія двічі завдала ударів по Шостці тринадцятьма ракетами. Спочатку обстріл відбувся о 3 ночі, а потім повторно близько 8-ї ранку. У місті пошкоджені щонайменше 12 багатоповерхівок, а також приватні будинки, поліклініка та два заклади освіти. 43 багатоквартирних будинків залишилась без опалення внаслідок пошкодження трьох котелень.